# Mühlhausen (Erlangen-Höchstadt)
Mühlhausen è un comune tedesco di 1 688 abitanti, situato nel land della Baviera.